# Midland Railway War Memorial
Il Midland Railway War Memorial è un memoriale della prima guerra mondiale a Derby, nelle Midlands orientali dell'Inghilterra. Fu progettato da Sir Edwin Lutyens e presentato nel 1921. Il memoriale commemora i dipendenti della Midland Railway che morirono mentre prestavano servizio nelle forze armate durante la prima guerra mondiale. La Midland era una delle più grandi compagnie ferroviarie in Gran Bretagna all'inizio del 20 ° secolo e il più grande datore di lavoro a Derby, dove aveva la sua sede. Circa un terzo della forza lavoro dell'azienda, circa 23.000 uomini, partì per combattere, di cui 2.833 furono uccisi.
In piedi su Midland Road, in vista della stazione ferroviaria di Derby Midland e appoggiato al giardino del Midland Hotel, il memoriale è costituito da un cenotafio parzialmente racchiuso da una parete di schermo su tre lati. Sul muro sono apposte targhe di bronzo che elencano i nomi dei morti. Su entrambi i lati del cenotafio c'è lo stemma del Midland, racchiuso in una corona d'alloro. Lo stemma è sormontato da un catafalco con teste di leone scolpite agli angoli, che sostiene l'effigie sdraiata di un soldato, coperta da un cappotto. Lutyens rende anonimo il soldato sollevandolo in alto sopra l'altezza degli occhi, permettendo allo spettatore di credere che potrebbe essere qualcuno che conoscevano.
Il memoriale fu inaugurato il 15 dicembre 1921. Il Midland pubblicò anche un libro di ricordi, una copia del quale fu inviata alle famiglie di tutti gli uomini elencati nel memoriale. Più tardi, nel 1920, la Midland Railway fu fusa in una compagnia più grande e l'importanza di Derby come centro ferroviario diminuì. Oggi, il memoriale si trova in un'area protetta ed è un edificio classificato di grado II *. È stato riparato nel 2010 dopo che molte delle placche di bronzo sono state rubate e successivamente recuperate.